# De Telegraaf

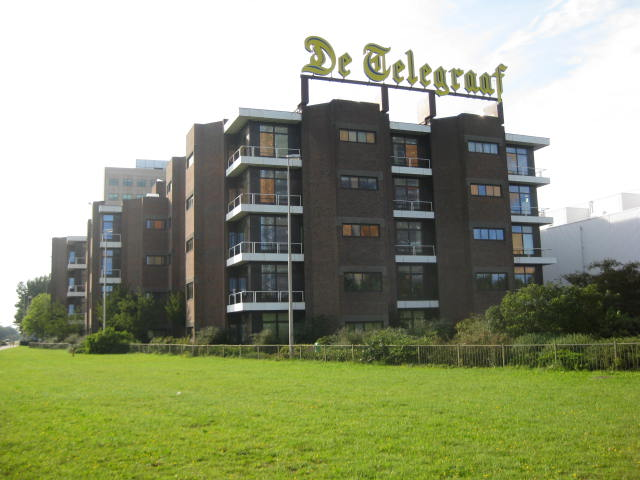
De Telegraaf-Gebäude in Amsterdam

De Telegraaf ist die auflagenstärkste niederländische Tageszeitung. Die verkaufte Auflage betrug im ersten Quartal 2008 625.405 Exemplare. De Telegraaf („Der Telegraph“) hat seinen Sitz in Amsterdam. Eine Tochtergesellschaft der Telegraaf Media Groep, Basismedia BV, veröffentlichte die kostenlose Tageszeitung Sp!ts („Clever“).

## Inhalt/Ausrichtung
De Telegraaf ist die einzige überregionale Boulevardzeitung der Niederlande und beinhaltet viele „Sensationsberichte“ sowie einen großen Sportteil. Sie ähnelt damit der deutschen Bild-Zeitung. Im Vergleich zu Bild ist die Zeitung jedoch gemäßigter und vor allem textlastiger. Mindestens eine Seite stammt aus dem Klatsch- und Trivial-Magazin Privé („Privat“). Der Wirtschaftsteil ist dagegen deutlich seriöser. Politisch gesehen tendiert die Zeitung zur populistischen Rechten. Zur Zeit der Hochphase der Partei Lijst Pim Fortuyn unterstützte die Zeitung in Kommentaren die Ansichten des im Jahr 2002 ermordeten Namensgebers der Partei.

## Geschichte
De Telegraaf wurde 1892 von Henry Tindal gegründet, der gleichzeitig die Zeitung De Courant („Der Anzeiger“) aus der Taufe hob. Die erste Ausgabe erschien am 1. Januar 1893. Nachdem Tindal am 31. Januar 1902 gestorben war, übernahm der Verleger Hak Holdert beide Zeitungen, die er am 12. September 1902 unter anderem mit geborgtem Geld erwarb. Besonders der Erfolg von De Courant versetzte Holdert in die Lage, zwischen 1903 und 1923 eine Tageszeitung nach der anderen zu kaufen und in De Courant zu integrieren, oder sie zu schließen. De Telegraaf untertitelte er fortan mit Amsterdamsche Courant (Amsterdamer Anzeiger) und De Courant erhielt nach dem Kauf von Het Nieuws van den Dag („Die Neuigkeiten vom Tage“) deren Titel als Unterüberschrift.
Entworfen von den Architekten J.F. Staal und G.J. Langhout wurde zwischen 1926 und 1930 ein neues Verlagshaus samt Druckerei am Nieuwezijds Voorburgwal in Amsterdam errichtet. Während des Ersten Weltkriegs löste Holdert einige Kontroversen aus. In den offiziell 'neutralen' Niederlanden vertrat er einen klaren pro-englisch/französischen Standpunkt im De Telegraaf.
Mehr als zwei Jahrzehnte später, während der Besetzung der Niederlande durch deutsche Truppen 1940–1945 wurde De Telegraaf von der SS kontrolliert und schließlich übernommen; 1944/45 stand er unter der Redaktionsleitung des niederländischen Nationalsozialisten und SS-Mitglieds Willem Sassen, der in den späten 1950er Jahren als Interviewer des Holocaust-Organisators Adolf Eichmann eine breitere öffentliche Aufmerksamkeit erlangen sollte. Unter der Kontrolle der Nationalsozialisten wurden vom Verlagshaus die Deutsche Zeitung in den Niederlanden und das antisemitische Hetzblatt De Misthoorn gedruckt.

Dem Verlagshaus wurde nach dem Zweiten Weltkrieg eine 20-jährige (De Courant, Het Nieuws van den Dag) beziehungsweise 30-jährige (De Telegraaf) Publikationssperre auferlegt, die sicher das Ende der Zeitung bedeutet hätte, wenn nicht das Verbot schon 1949 wieder aufgehoben worden wäre. 

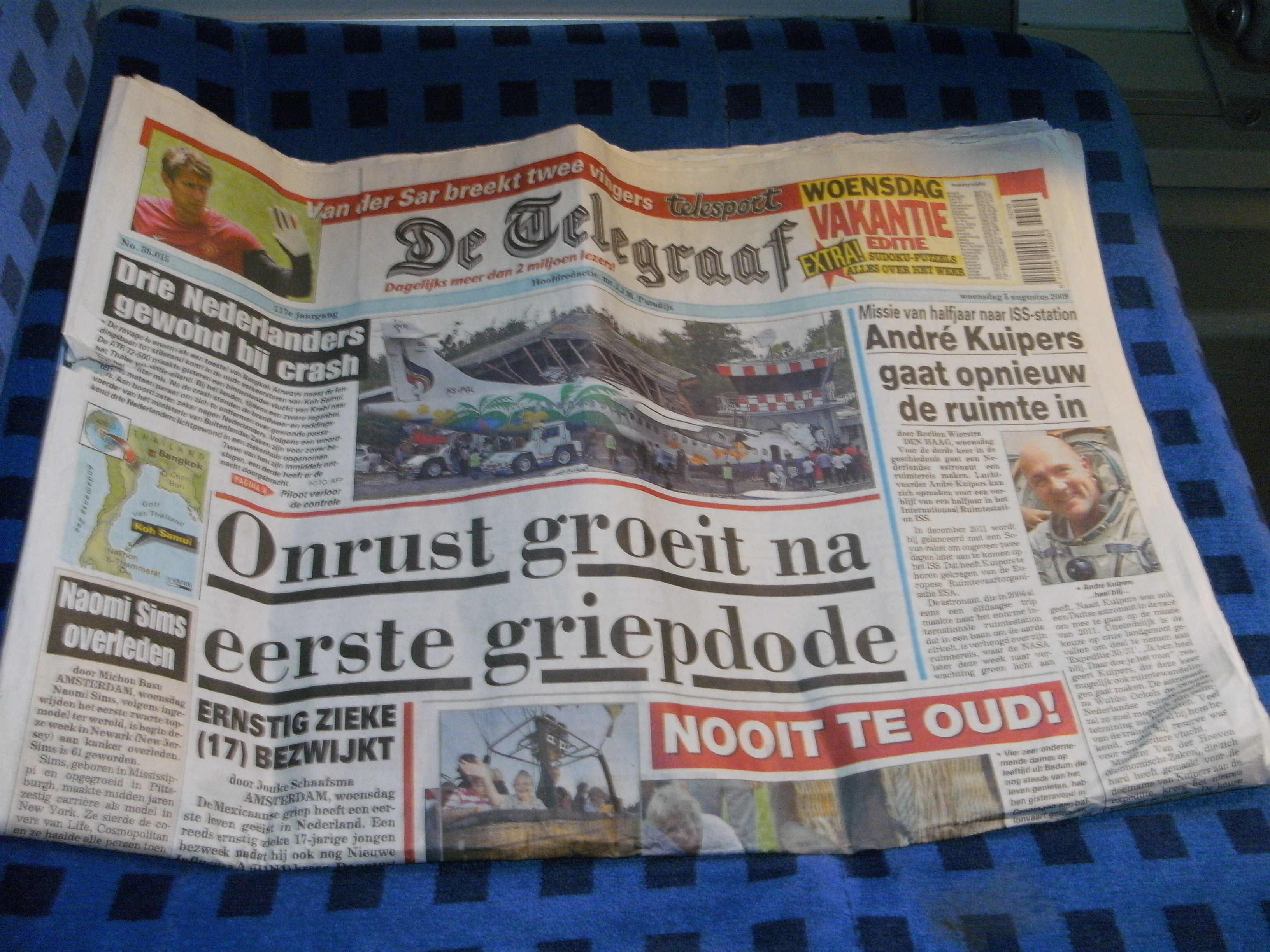
De Telegraaf, 5. August 2009

Die Auflage nahm danach rasch zu; Anfang der 1960er Jahre wurde sie zur auflagenstärksten Zeitung der Niederlande und ist dies seitdem geblieben. Im Juni 1966 wurde das Verlagshaus von aufgebrachten Bauarbeitern und Mitgliedern der Provo-Bewegung belagert. Während eines Streiks war ein Arbeiter bei Auseinandersetzungen mit der Polizei getötet worden. De Telegraaf jedoch hatte berichtet, dass ein Kollege schuld an seinem Tod gewesen wäre. 1974 zog der Verlag in seine heutigen Räumlichkeiten am Basisweg. Seit dem 21. März 2004 erschien De Telegraaf auch sonntags. Die Sonntagsausgabe musste Ende 2009 jedoch aufgrund von Anzeigenverlusten eingestellt werden.

## Wirtschaftliche Struktur
Das Verlagshaus N.V. Holdingmaatschappij De Telegraaf wurde von der Van-Puijenbroek-Familie aus Goirle kontrolliert, die circa 30 % der Anteile besaß. Die Familie kontrollierte nicht nur De Telegraaf und Spits, sie hielt zudem Anteile am Fernsehsender SBS6, dem Regional-Zeitungsverlag Wegener und der niederländischen Presseagentur ANP (seit 2001 ca. 28,4 %).
Die Hollandse Dagbladcombinatie oder HDC-Media, welche die Zeitungen Noordhollands Dagblad, Haarlems Dagblad, Leidsch Dagblad, IJmuider Courant, und De Gooi- en Eemlander verlegt, ist eine 100 %ige Tochter der Holdingmaatschappij De Telegraaf.
Im Juni 2017 wurde Telegraaf Media Groep von der belgischen Mediahuis-Gruppe übernommen und besitzt seit Anfang 2018 mit über 99 % die Mehrheit. Die Mediahuis-Gruppe mit Sitz in Antwerpen ist in Belgien, Deutschland, in den Niederlanden, Irland sowie Luxemburg aktiv und will schon länger in Europa wachsen. Bekannte Medienmarken sind „De Standaard“ in Brüssel, die „Aachener Zeitung“, „De Limburger“ sowie die größte Zeitung in Luxemburg das „Luxemburger Wort“.